# Őscsanád
Őscsanád (1899-ig Németcsanád, régi neve Marosvár, románul: Cenadu Vechi, németül: Deutsch-Tschanad, latinul: Chanadinum) Nagycsanád része a mai Romániában Temes megyében.

## Fekvése
Nagyszentmiklóstól 8 km-re északra a Maros bal partján, a határ mellett fekszik.

## Nevének eredete
Csanád vezérnek a nevét viseli, aki monostorát alapította. Nevének előtagja azt fejezi ki, hogy valamennyi Csanád nevű falu közt a legrégibb.

## Története
Erdély és az Alföld között a Maros mentében itt jött létre a honfoglalás után „Marosvár” (Civitas/Urbs Morisena, Moroswar). A 10–11. század fordulóján itt volt a központi hatalommal szembeforduló Ajtony vezér „székvárosa”.  Ő alapított itt görög szertartású monostort is. Miután Csanád vezér legyőzte, István király akaratából Maros helyett a Csanád nevet kapta e helység. Első ispánjának Csanádot nevezte ki. A 10. püspökséget itt szervezte meg Gellért püspök 10 szerzetes segítségével. Az itt levő ortodox barátokat áttelepítette Oroszlámosra. Gellért iskolát és székesegyházat épített e helyre. 1046-ban a vértanú püspököt itt temették el.
Később ide temették a közeli Körösszegen meggyilkolt IV. László királyt is. 1043-ban Aba Sámuel az itt tanácskozó főurak közül ötvenet puszta gyanú alapján kivégeztetett. 1044. április 22-én valószínűleg itt koronázták magyar királlyá Aba Sámuelt. 1046-ban az itteni gyűlés küldetett András hercegért Oroszországba. 1514-ben a parasztsereg a várost elpusztította, Dózsa György itt végeztette ki Csáky Miklós püspököt (a mai Magyarcsanádtól északra, a belezi "Kunkereszt" jelzi a helyet).
A török harc nélkül foglalta el, 1685-ben szabadult fel. A várat 1699-ben a karlócai béke értelmében lerombolták. Helyén ma a római katolikus templom áll, előtte Szent Gellért szobrával.
A trianoni békeszerződésig Torontál vármegye Nagyszentmiklósi járásához tartozott.

## Népessége
1910-ben 1538, többségben német anyanyelvű lakosa volt, jelentős magyar kisebbséggel.

## Nevezetességek
- Római katolikus temploma 1871-ben épült. A templom előtt áll Szent Gellért szobra, a templomban pedig az a kőkoporsó látható, melyben Szent Gellért vagy mások szerint Kun László volt eltemetve.